# 490 (tal)
490 är det naturliga talet som följer 489 och som följs av 491.

## Inom vetenskapen
- 490 Veritas, en asteroid.

## Inom matematiken
- 490 är ett jämnt tal.
- 490 är ett sammansatt tal.
- 490 är ett polygontal.
- 490 är ett glatt tal.